# اوژوپیس

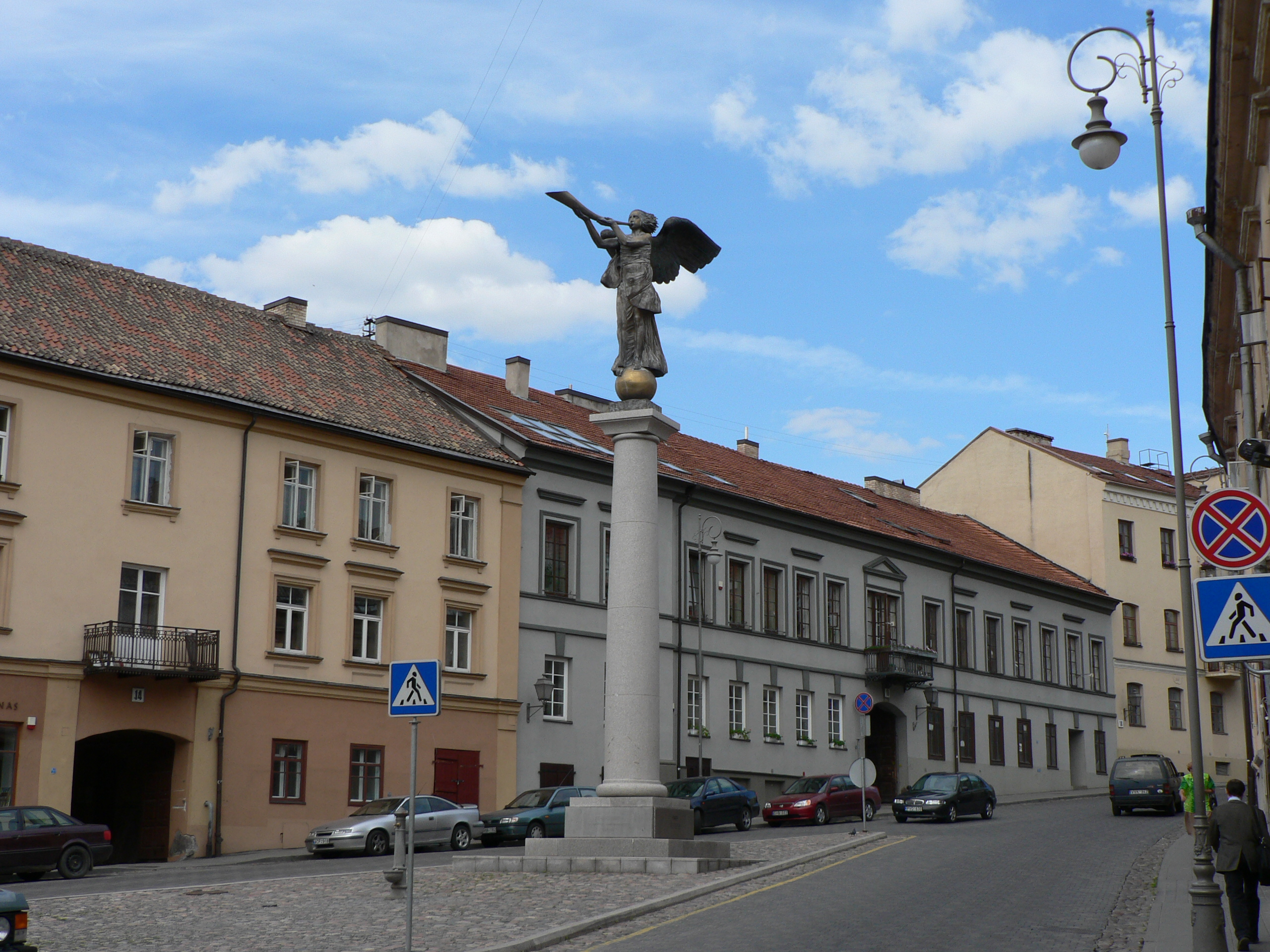
نمایی از اوژوپیس، یک ریزکشور در میان ویلنیوس، پایتخت لیتوانی - ۲۰۰۵

اوژوپیس (به ییدیش: זארעטשע) یک ریزکشور است که در میان ویلنیوس، پایتخت لیتوانی، واقع شده‌است و کمتر از یک کیلومتر مربع مساحت دارد.
اوژوپیس در زبانی لیتوانیایی به معنی «آن سوی رودخانه است» و توسط رود ویلنیا از باقی شهر جدا شده‌است.